# Intersite
Un réseau intersite (WAN) relie différents sites qui peuvent, chacun, être doté d'un réseau intrasite. Le site est raccordé au réseau intersite par une boucle locale via divers équipements réseau (routeurs etc). Un tel réseau peut être la « dorsale » d'un l'Intranet.
Le réseau intersite d'une entreprise relève de plusieurs approches :
- Il peut être privé, mis en place par l'entreprise et réservé à son seul usage

- Il peut être privatif, c'est-à-dire fourni par un opérateur (un fournisseur de services comme on tend à le dire aujourd'hui) mais réservé à l'usage exclusif par l'entreprise

- Il peut s'agir d'un réseau public, c'est-à-dire partagé et ouvert au grand public de nos jours : un tel réseau n'offre aucune garantie de sécurité logique et des garanties de qualité de service plutôt basiques : des exemples de tels réseaux publics sont le RTC et Internet.

- Il peut s'agir d'un réseau partagé mais destiné aux entreprises et géré par un seul opérateur. Ce réseau offre des mécanismes de sécurisation logique et de qualité de service évolués. Une telle approche, croissante dans les entreprises, correspond à la notion de réseau privé virtuel (RPV, VPN)